# Heriiemhetep
Heriiemhetep fue un escultor del Antiguo Egipto, activo en el siglo I a. C. en Menfis. Era hijo de un hombre sólo conocido por su nombre, Chaheb. Entre sus obras tiene una, conservada en el Museo Británico de Londres. Se trata de una estela funeraria donde figura su firma (Inv. 147); está dedicada a la esposa del Sumo Sacerdote de Ptah, Taiiemhetep, que, como se puede demostrar, falleció en el año 42 a. C.